# Preposizione
La preposizione (dal latino prepositio, -onis, deverbale di praeponere = 'porre davanti'), in grammatica, è una parte invariabile del discorso che serve a creare un legamento  fra parole e frasi, specificando un rapporto reciproco e la funzione sintattica della parola, locuzione o frase che la segue.
Quando uniscono due parole all'interno di una medesima proposizione, le preposizioni servono a introdurre i complementi (tranne il complemento oggetto e, talora, alcuni altri):
Esempio: Abbiamo pensato a lungo alle tue parole.
Quando invece collegano due frasi, esse introducono delle proposizioni subordinate:
Esempio: Bisogna prendere il traghetto per arrivare su quell'isola.

## Preposizioni in italiano
La grammatica italiana divide le preposizioni in tre categorie:
- preposizioni proprie: di, a, da, in, con, su, per, tra, fra, definite anche semplici se usate così, senza modifiche, oppure articolate se vengono invece unite (univerbazione) a un articolo determinativo, come per esempio del, allo, dalla, nei, sugli, ecc.;
- preposizioni improprie: così dette perché utilizzate anche come nomi, aggettivi, avverbi o forme verbali. Per esempio: tranne, senza, eccetto, salvo,  fuorché, causa, verso, contro, secondo, circa, intorno, vicino, presso, appresso, lungo, davanti, oltre, dopo, sopra, sotto, durante, mediante, dato, tramite, attraverso, ecc. (Esempi: faremo una pausa dopo le nove, abbiamo passeggiato lungo il fiume, ha salutato tutti escluso me);
- locuzioni prepositive o preposizionali[1]: sono gruppi di due o più parole, di cui l'ultima è sempre una preposizione mentre la prima (o le prime) possono essere altre preposizioni (rispetto a -riguardo a, attorno a, a proposito di quanto detto; in ordine a-in contraddizione a al suo fine e obbiettivo; in confronto-in aggiunta a alla sua situazione; a causa di-a motivo di, in base a, a cagione di, in conseguenza di, in coerenza con un tuo ragionamento; innanzi a-al cospetto di un re; alla luce di una verità,; d'in su la vetta; fra di noi; a tra poco; oltre a; nomi (a scapito della precisione, di fianco a voi, per mezzo di-per tramite di trucchi), oppure avverbi e modi avverbiali (in seguito a, fin da, per effetto di una causa occasionale; alla fine di tutto, in attuazione di un mandato annunciato; di contro a un nemico; diversamente da quanto detto; accanto a ciascuno; di là dai monti; insieme col vento).

Non tutte le preposizioni semplici si possono unire agli articoli determinativi per formare preposizioni articolate. Non lo fanno tra e fra, mentre le preposizioni articolate formate col per sono oggi desuete. Forme scisse delle altre preposizioni articolate (come a lo, a gli, su le ecc.) erano molto diffuse ancora nel primo Novecento. Al contrario, nello stesso periodo erano preferite le forme contratte pel e pei anziché per il e per i, oggi invece raccomandate insieme con le analoghe per lo, per la, per gli e per le.
| articolipreposizioni semplici | il  | lo    | la    | i   | gli   | le    |
| di                            | del | dello | della | déi | degli | delle |
| a                             | al  | allo  | alla  | ai  | agli  | alle  |
| da                            | dal | dallo | dalla | dai | dagli | dalle |
| in                            | nel | nello | nella | néi | negli | nelle |
| con                           | col | cóllo | cólla | coi | cogli | cólle |
| su                            | sul | sullo | sulla | sui | sugli | sulle |
| per                           | pel | pello | pella | pei | pegli | pélle |

Le preposizioni articolate derivate da di sono spesso usate con la funzione di articoli partitivi, come nell'esempio Ho comprato dello zucchero e delle arance. In generale, è considerata buona norma stilistica evitare, ove possibile, di fare precedere gli articoli partitivi da altre preposizioni (soprattutto da di e da in), sostituendoli in tal caso con le espressioni alcuni, un po' di, e così via.

## Preposizioni in francese
Le preposizioni della lingua francese derivano, come nell'italiano, dal latino. Eccone due:
|    | le | la    | l'    | les |
| -- | -- | ----- | ----- | --- |
| de | du | de la | de l' | des |
| à  | au | à la  | à l'  | aux |

## Preposizioni in inglese
La lingua inglese non contempla la divisione di preposizioni in proprie e improprie e locuzioni proposizionali; al contrario l'insieme delle preposizioni conta circa 150 locuzioni di uso comune, di cui meno di un centinaio formate di una sola parola. Una parte delle preposizioni inglesi non ha altri significati; tuttavia un numero considerevole di esse deriva dal gerundio di un verbo, ad esempio: concerning (a proposito di) o following (in seguito a).